# Copyright

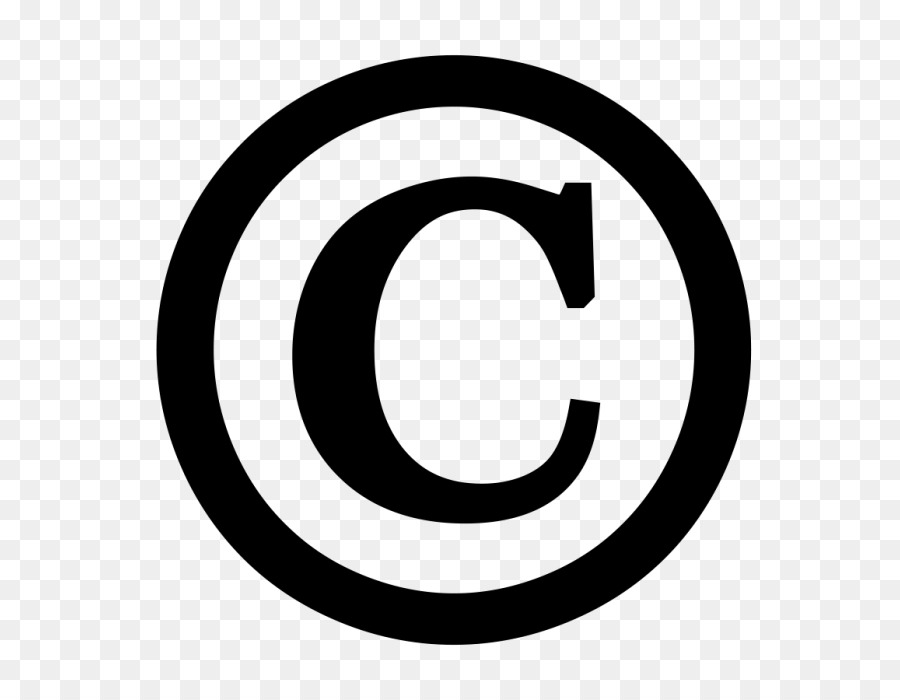
Copyright symbool

Copyright is in landen met een common law rechtssysteem een rechtsfiguur waarmee origineel werk van schrijvers, componisten, filmmakers, wetenschappers en dergelijke kan worden beschermd zodat voor hen de mogelijkheid bestaat het werk in economische zin te gebruiken. 

## Copyright en auteursrecht
Het begrip copyright wordt dikwijls beschouwd als synoniem voor, of als Engelse vertaling van, het Nederlandstalige 'auteursrecht’ maar dat is in juridisch opzicht onjuist. Het gaat om twee verschillende rechtsfiguren, gebouwd met verschillende juridische elementen die een eigen lading dekken en een eigen werking hebben, vanuit twee verschillende maatschappelijke invalshoeken.
Uitgangspunt van het angelsaksische copyright is het scheppen van de mogelijkheid een origineel werk in economische zin uit te baten, het is een recht te vermeerderen. Het recht is gebaseerd op een common law traditie. Het continentale auteursrecht heeft als uitgangspunt de exclusieve zeggenschap van een maker over het eigen originele werk, daaronder het recht te vermeerderen. Dit recht is gebaseerd op een traditie van continentaal recht. Er bestaan (mede daarom) meerdere verschillen in juridische werking tussen copyright in common law landen en auteursrecht in de Belgische of Nederlandse jurisdictie. Een voorbeeld daarvan is dat auteursrecht van rechtswege op een origineel werk rust en copyright door een (rechts)persoon gevestigd moet worden.

### Copyright in common law
In het common law-stelsel vindt auteursrecht zijn oorsprong als systeem voor het verlenen van officiële exclusieve licenties om bepaalde werken voor een beperkte periode te drukken en te verhandelen, economische rechten prevaleren. Het Angelsaksische copyright legt de klemtoon op het aspect van investering en rechtspersonen kunnen onder dat recht worden beschouwd als oorspronkelijk rechthebbenden, de zogenaamde works made for hire. In het continentale systeem beschermt het auteursrecht de creatie van de auteur als natuurlijke persoon, en is daarvoor in beginsel een overdracht van de rechten van de maker op de rechtspersoon vereist.

### Auteursrecht in continentaal recht
In continentaal Europa zijn economische rechten over het algemeen overdraagbaar, dat zijn bijvoorbeeld de rechten om te reproduceren, distribueren, verhuren, uitlenen of een werk aan het publiek te presenteren. Persoonlijke (morele) rechten zijn over het algemeen onvervreemdbaar en kunnen niet worden overgedragen of kwijtgescholden. De Nederlandse wetgeving vormt hierop een uitzondering. In Nederland kunnen auteurs overeenkomsten sluiten om gedeeltelijk afstand te doen van hun persoonlijkheidsrechten. 
De twee belangrijkste morele rechten zijn het ‘recht op identificatie’ en het “recht op integriteit” van een werk. In het oudste internationale verdrag, de Berner Conventie, zijn dat het recht om het auteurschap op te eisen en het recht bepaalde manieren van gebruik te weigeren of aan te passen. Deze twee belangrijkste morele rechten zijn bijgevolg opgenomen in de Britse wetgeving en de Ierse wet. Anders dan in Nederland zijn ze opgenomen als rechten die worden toegekend en waarvan dus afstand kan worden gedaan.

## Internationaal
Als hoofdregel heeft elk land een eigen stelsel maar door internationale verdragen, grensoverschrijdende civiele contracten, internationaal rechtsverkeer en binnen de Europese Unie door het proces van eenwording van regelgeving, zijn er ook steeds meer overeenkomsten. Morele rechten vormen nog steeds een van de gebieden waarop de systemen van nationaal recht de grootste verschillen vertonen. Gebieden waarop de lidstaten van de Europese Unie grote verschillen vertonen, zijn de categorieën werken die zijn uitgesloten van bescherming en de exploitatiehandelingen die onder strikte omstandigheden kunnen worden uitgevoerd zonder toestemming van de rechthebbende (uitzonderingen en beperkingen).
Met copyleft wordt een alternatieve rechtsfiguur aangeduid die uitgaat van het beginsel dat een origineel werk om niet ter beschikking wordt gesteld ten behoeve van het algemeen nut.